# Felipe Lino de Castellví
Felipe Lino de Castellví y Ximénez de Urrea (Zaragoza 23 de septiembre de 1670-1740) fue un noble valenciano, IV conde de Carlet.

## Biografía
Hijo de Felipe de Castellví y Zapata de Calatayud, III conde de Carlet, se casó con Maria Ana Escrivá de Íxer, hermana del conde de la Alcudia.  
Miembro de la Junta de los Treinta y seis de Costa, como mínimo desde 1698, en 1700 se le encargó de formar parte de las embajadas organizadas para expresar el pésame por la muerte de Carlos II de Castilla y para felicitar a Felipe V de Castilla.
Insaculado en 1703 en la ciudad de Valencia, fue extraído de las bolsas en 1703 y reinsaculado el mismo año, y no llegó a ejercer ningún cargo municipal.  
Su actividad se centró en el estamento militar, en el cual participó con su escuadrón de caballería en la represión de la Segunda Germania en la batalla de Setla de Nunyes (1693). 
Durante la guerra de Sucesión española se posicionó en el bando borbónico y encabezó la comitiva que entregó las llaves de la ciudad de Valencia a Joan Baptista Basset y Ramos. Se mostró molesto con el decreto de Nueva Planta instaurado a raíz de la ocupación del reino de Valencia después de la batalla de Almansa.